# LutosAir Quintet
LutosAir Quintet (skrót: LAQ) – polski kwintet dęty, powstały w 2013 roku.
Powstały w stulecie urodzin Witolda Lutosławskiego LutosAir Quintet jest obecnie jednym z najbardziej aktywnych i wszechstronnych polskich zespołów dętych. W swoim dorobku ma występy na najważniejszych polskich festiwalach, takich jak Warszawska Jesień Wratislavia Cantans, Muzyka na Szczytach, Musica Polonica Nova, Jazztopad, Poznańska Wiosna, HMG Festival, Musica Electronica Nova, Neoarte czy Szalone Dni Muzyki (La Folle Journée de Varsovie). Koncertował również w Anglii, Niemczech, Egipcie (w Kairze oraz słynnej Bibliotece Aleksandryjskiej) oraz w Danii – w ramach Rudersdal Sommerkoncerter i Bornholms Musikfestival.
Jest jednym z zespołów Narodowego Forum Muzyki, tworzą go soliści NFM Filharmonii Wrocławskiej oraz Filharmonii im. M. Karłowicza w Szczecinie.
LutosAir Quintet koncertował z zespołem Wayne Shorter Quartet składającym się z wybitnych muzyków jazzowych: Wayne Shorter, John Patitucci, Brian Blade i Danilo Pérez. Podczas festiwalu Jazztopad i London Jazz Festival oba zespoły wykonały specjalnie na tę okazję napisany utwór The Unfolding Wayne’a Shortera.
Kwintet współpracował również ze wspaniałymi muzykami, m.in. z Piotrem Sałajczykiem, Maciejem Frąckiewiczem, Tomaszem Żymłą, Mikiem Mowerem, Natem Wooley, Bartłomiejem Dusiem, Piotrem Damasiewiczem i z Lutosławski Quartet.

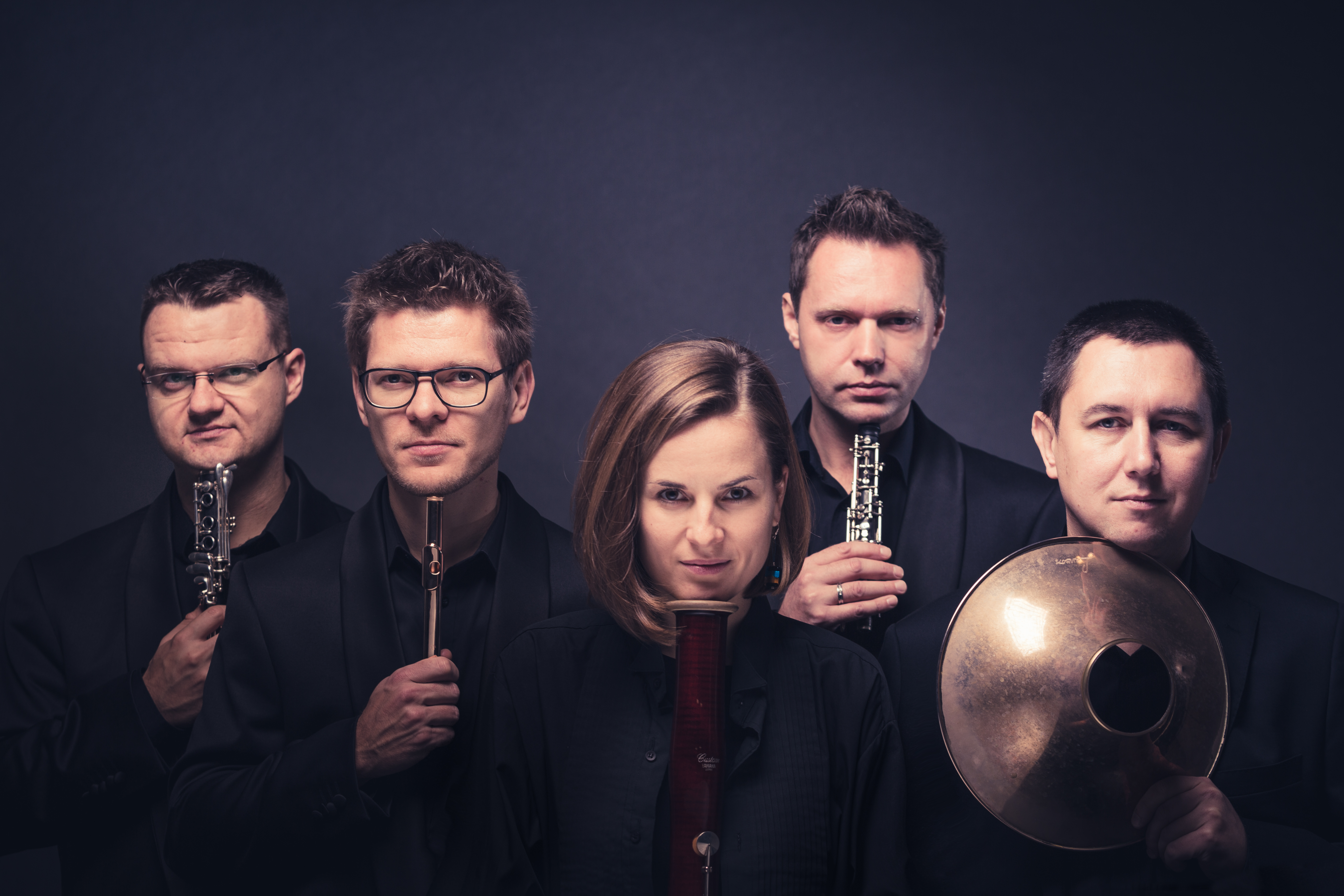
LutosAir Quintet w pierwszym składzie (2013-2019), fot. Łukasz Rajchert

LutosAir Quintet w swoim repertuarze ma m.in. muzykę najnowszą, wykonał po raz pierwszy w Polsce szereg mniej znanych utworów z literatury światowej oraz wziął udział w prawykonaniach dzieł wielu polskich kompozytorów, w tym Hanny Kulenty, Wojtka Blecharza, Nikoli Kołodziejczyka, Marcina Stańczyka, Rafała Augustyna, Nikolet Burzyńskiej, Pawła Hendricha, Anny Porzyc, Dawida Pajdzika, Miłosza Wośko, Anny Błońskiej, Michała Ossowskiego, Mateusza Ryczka i Mikołaja Majkusiaka. Paul Preusser skomponował dla zespołu utwór 5[+1].
W 2017 roku ukazał się debiutancki album zespołu Canto for winds (NFM, CD Accord), w 2018 roku wydano Witold Lutosławski. Opera omnia – piosenki dla dzieci, siódmą część wydawanego przez NFM cyklu prezentującego dzieła wszystkie patrona instytucji (NFM, CD Accord; album został nagrany wraz z Chórem Chłopięcym NFM, Lutosławski Quartet oraz instrumentalistami NFM Filharmonii Wrocławskiej pod dyrekcją Andrzeja Kosendiaka). Zespół wziął również udział w nagraniu monograficznego albumu Pawła Hendricha wydanego przez DUX. Najnowsza płyta zespołu 5 [+2], została nominowana do nagrody Fryderyk.
Wykonywany przez LutosAir Quintet utwór Fazıla Saya był główną inspiracją do stworzenia krótkiego filmu muzycznego „Neither Peace nor Quietness” w reżyserii Zbigniewa Bodzka i Michała Dawidowicza, wielokrotnie nagradzanego na międzynarodowych festiwalach filmowych.